# Benneth Nwankwo
Benneth Nwankwo (* 22. února 1995)  je nigerijský dokumentární fotograf a filmový režisér. Pochází z místní vládní oblasti Orumba North, stát Anambra, Nigérie. Je také známý režírováním středoškolského webového miniseriálu Like Filtered Water a nigerijského tanečního dramatického televizního seriálu Breakout z roku 2022. Dne 10. září 2022 byl Benneth vyhlášen vítězem ceny Outstanding Movie Maker Award v edici Anambra Media And Entertainment Award 2022.

## Kariéra
Nwankwo režíroval řadu současných filmů, včetně Like Filtered Water (2021), Breakout (2022), Abuse Of Rights (2021), This Is My Story (2020) a Dreams and Survival (2020). V dubnu 2021 mu bylo řečeno, že bude režírovat celovečerní film  A Place Between Colours (Místo mezi barvami).
Dne 25. března 2023 Benneth Nwankwo přednášel  na TEDxUNIZIK - nezávisle organizované TED akci na Univerzitě Nnamdi Azikiwe, Awka ve státu Anambra, oficiálně licencované TED.
Benneth sdílel pódium po boku Porsché Mysticque Steele, Javiera Nuñeze, Obiadi Christena, Jaspera Stevense, Queen Murielle, Sunrise Oluebube Chukwuka Ike a Amos Ologunleko.
Desátého září 2022 byl Benneth Nwankwo vyhlášen vítězem ceny Outstanding Movie Maker Award v soutěži Anambra Media And Entertainment Award 2022. Byl nominován po boku filmařů jako jsou například Anthony Alex Rapulu Oramali, Nancy Uche nebo Jamie Godsword.
Jako dokumentární fotograf a moderátor talk show uspořádal 31. ledna 2020 to, co bylo považováno za první domácí výstavu fotografií ve státě Anambra. Akce s názvem „Akaraka: Anambra Through A Lens“ přilákala milovníky umění a zábavy z jihovýchodní Nigérie i mimo ni. Tato akce, která také představovala živá vystoupení, měla částečně zdůraznit potenciál státu jako turistické ekonomiky v naději na vytvoření ekonomických příležitostí a snížení kriminality.  Kromě Nwankwa byli dalšími vystavujícími fotografy Uju Egwin, Obiora Okoye a Michael Ike.  Bývalý komisař pro mládež a kreativní ekonomiku ve státě Anambra Afam Mbanefo ocenil, že Benneth Nwankwo používá dokumentární fotografie k vyprávění příběhů státu Anambra. 
V říjnu 2017 Benneth Nwankwo publikoval své fotografie devítiletého chlapce, jak prodává podzemnici olejnou ve státě Anambra. Fotografie se rychle rozšířily po celém internetu a byly publikovány různými novinami v Nigérii. Mnoho Nigerijců, včetně kandidáta na guvernéra státu Anambra z roku 2017, Okeke Chika Jerryho, vyjádřilo zájem o pomoc chlapci Sunday Nweke při prohlubování jeho vzdělání.

## Schválení
V říjnu 2020 podepsala nigerijská realitní společnost De-GraceLand Home Consults Bennetha Nwankwo spolu s Chiomou Okonkwo (bývalá Miss Impact Anambra) jako ambasadoři značky. Smlouva trvala rok.

## Publikace
- How To Write About Nigeria : A Collection of Satirical Commentaries That Attempts To Shed Light On The Nigerian Condition (Jak psát o Nigérii : Sbírka satirických komentářů, které se pokoušejí osvětlit nigerijské podmínky).[14]

## Filmografie
- Dreamscape And Survival (2020)
- The Irreplaceable (2020)
- The Little Things That Matters (2020)
- This Is My Story (2020)[15][16]
- Abuse Of Rights (2020)[17][18]
- Hustler (2021)
- The Web (2020)
- Like Filtered Water - The Series (2021)[19]
- A Place Between Colours (2021)